# Black Sunday (álbum)
Black Sunday é o segundo álbum do grupo de rap Cypress Hill, lançado em 20 de julho de 1993. O álbum estreou no primeiro lugar da Billboard 200 com 261,000 cópias venidas na primeira semana, um recorde para um grupo de rap na época. Mais tarde ganhou certificado de disco de platina triplo nos Estados Unidos com mais de 3,4 milhões de cópias vendidas.

## Informação do álbum
O primeiro single, "Insane in the Brain", se tornou um hit internacional, rendendo a banda uma grande base de fãs. A versão censurada do álbum removeu a música "A to the K".
As músicas "Hits from the Bong" e "I Wanna Get High" foram usadas na trilha sonora de How High. "Hand on the Glock" é uma re-gravagem de "Hand on the Pump", do álbum de estreia da banda, Cypress Hill.
O livreto do álbum contém 19 fatos sobre a história da maconha e seus atributos positivos.
| Críticas profissionais                                                      | Críticas profissionais |
| Avaliações da crítica                                                       | Avaliações da crítica  |
| Fonte                                                                       | Avaliação              |
| --------------------------------------------------------------------------- | ---------------------- |
| Allmusic                                                                    | [ 3 ]                  |
| Rhapsody                                                                    | (favourable)           |
| Entertainment Weekly                                                        | (A-)                   |
| sputnikmusic                                                                | [ 6 ]                  |
| realrap.net                                                                 | [ 7 ]                  |
| The Source                                                                  | [carece de fontes?]    |
| Rolling Stone                                                               | [ 8 ]                  |
| Esta tabela precisa de ser acompanhada por texto em prosa. Consulte o guia. |                        |

## Faixas
1. "I Wanna Get High" – 2:55
2. "I Ain't Goin' Out Like That" – 4:27
Produzida by T-Ray
3. "Insane in the Brain" – 3:33 - (editada para 3:29 em algumas versões)
4. "When the Shit Goes Down" – 3:08
5. "Lick a Shot" – 3:23
6. "Cock the Hammer" – 4:25
7. "Lock Down" (Interlude) – 1:17
8. "3 Lil' Putos" – 3:39
9. "Legalize It" – 0:46
10. "Hits from the Bong" – 2:40
11. "What Go Around Come Around, Kid" – 3:43
12. "A to the K" – 3:27
13. "Hand on the Glock" – 3:32
14. "Break 'Em Off Some" – 2:46

## Melhor posição nas paradas
| Ano  | Ábum         | Posição       | Posição                |
| Ano  | Ábum         | Billboard 200 | Top R&B/Hip Hop Albums |
| 1993 | Black Sunday | #1            | #1                     |

## Melhor posição dos singles
| Ano                           | Música | Posição           | Posição                          | Posição         |                 |                                    |                           |
| Ano                           | Música | Billboard Hot 100 | Hot R&B/Hip-Hop Singles & Tracks | Hot Rap Singles | Rhythmic Top 40 | Hot Dance Music/Maxi-Singles Sales | Hot Dance Music/Club Play |
| 1993                          |        |                   |                                  |                 |                 |                                    |                           |
| "Insane in the Brain"         | #19    | #27               | #1                               | #16             | #5              | #16                                |                           |
| 1994                          |        |                   |                                  |                 |                 |                                    |                           |
| "I Ain't Goin' Out Like That" | #65    | #86               | #21                              | -               | #21             | -                                  |                           |